# 罹患率
罹患率（英語：attack rate）在流行病学中是指在流行病暴发的一段时间内一定人群感染疾病的累积发病率。
罹患率由暴露人口中的新病例数除以总暴露人口数得到。测算时间为一次暴发的开始至结束。例如，在一次暴发时98人中共70人感染疾病，则罹患率为
{\displaystyle {\frac {70}{98}}\cong 0.714}